# Pyramide d'Edfou
La pyramide d'Edfou est une pyramide provinciale située à Edfou en Égypte.

## Dimensions
- base : 18 mètres ;
- Hauteur actuelle : 5,5 mètres ;
- Inclinaison des gradins : 77° ;
- nombre de degrés : 3 ;